# Museo Arqueológico de La Esquerda
El Museo Arqueológico de La Esquerda se inauguró en 1988 con la intención de acoger los materiales procedentes de las excavaciones arqueológicas en el Poblado íbero de La Esquerda y acercar los resultados de éstas a la población.
El museo, situado en la población Roda de Ter, organiza el discurso de su exposición permanente en varios apartados: entorno geográfico, metodología de excavación y análisis, así como diversos aspectos de las dos etapas mejor conocidas hasta ahora en el yacimiento: La Esquerda íbera y La Esquerda medieval. 
Desde el año 2003, acoge también la exposición Desperta Ferro!, que muestra una recopilación de los metales más significativos recuperados en las excavaciones. Esta exposición se estructura en cuatro partes: vida cotidiana, trabajo, comercio y guerra. Se puede ver un resumen fotográfico de estos objetos, así como la explicación de las diversas actividades metalúrgicas documentadas hasta ahora en La Esquerda grieta, en el catálogo homónimo publicado.
Además de exponer el material arqueológico procedente del yacimiento, el Museo de L'Esquerda es el organismo responsable de la difusión y de la coordinación de actividades asociadas. Así, a lo largo del año, el museo organiza diversos eventos destinados a todo tipo de público: visitas para escolares tanto en el yacimiento como en el museo, como en el Área de Investigación Experimental Arqueológica de La Esquerda, visitas organizadas para el público en general, ciclo de conferencias a principios de año, fin de semana íbero, día Internacional de los Museos, visitas comentadas al yacimiento al finalizar las excavaciones, jornadas de puertas abiertas, etc. También forma parte de la Ruta de los Iberos, organizada desde el Museo de Arqueología de Cataluña (MAC). 